# 富蘭克林縣 (阿肯色州)
富兰克林县（英語：Franklin County）位于美国阿肯色州的县，根据2020年人口普查结果显示，该县人口为17,097。该县共有两个县治，分别是欧扎克和查尔斯顿。该县设立于1837年12月19日，得名于本傑明·富蘭克林。除普雷里和阿利克斯这两个镇区以外，该县允许贩售酒精饮料，但在布兰奇存在一定的限制。